# 切葉蟻屬
美洲切葉蟻屬（学名：Atta）亦簡稱作切叶蚁属，陸譯芭切葉蟻属，是家蟻亞科的一属，分布於新世界，共有 17 個現生物種，1 個化石物種。
與其他蟻類相比，切葉蟻屬物種的體型相對較大，呈銹紅色或棕色，身體有尖刺和長腿，蟻后的體型一般超過 20 mm。
广义上的切葉蟻 (leaf-cutter ants) 指的是切葉家蟻屬和擬切葉家蟻屬（Acromyrmex，有 34 個物種）的物种。

## 概要
本屬物種展現出高度的形態多形性（morph polyethism）。成熟群落下的工蟻可分為四個階級，分别為：
- minims （或 "garden ants"，負責照顧菌圃）
- minors
- mediae
- majors（包括工蟻和兵蟻，這和 Natural History Museum 建議的只有三個階級的講法不同。）

## 演化史
切葉蟻（包括切葉家蟻屬和擬切葉家蟻屬）建築地下菌圃的習性異於其他螞蟻。切葉家蟻屬和擬切葉家蟻屬在 1000 萬年前從共祖演化而來。糙切叶蚁属（Trachymyrmex）和丝切叶蚁属（Sericomyrmex）的親緣關係和切葉蟻最為相近，这两个属的蚂蚁同样拥有培菌的习性，大約於 1700 萬年前演化而來。學者推測切葉蟻與真菌共生的模式出現於 5000 萬年前，也有假說認為其出現於 6600 萬年前。切叶蚁培养的是一种特殊的真菌物种，它们无法产生孢子。學者認為切葉蟻傳播相同的真菌分支已經有 2500 萬年历史了，换句话来说，这种真菌必須靠切叶蚁才能繁殖。

## 物種列表
以下為本屬物種：
- Atta bisphaerica Forel, 1908
- Atta capiguara Gonçalves, 1944
- 巨首芭切葉蟻 Atta cephalotes (Linnaeus,1758)
- 哥伦比亚芭切叶蚁（英语：Atta colombica） Atta colombica Guérin-Méneville, 1844
- 古巴芭切叶蚁 Atta cubana Fontenla Rizo, 1995
- 戈亚尼亚芭切叶蚁 Atta goiana Gonçalves, 1942
- 岛屿芭切叶蚁（英语：Atta insularis） Atta insularis Guérin-Méneville, 1844
- 光滑芭切叶蚁 Atta laevigata (Smith, 1858) （哥伦比亚南部至巴拉圭）
- 墨西哥芭切叶蚁（英语：Atta mexicana） Atta mexicana (Smith, 1858)
- Atta opaciceps Borgmeier, 1939
- Atta pilosa (Buckley, 1866)
- †Atta praecursor Frič & Bayer, 1901
- 壯硕芭切叶蚁（英语：Atta robusta） Atta robusta Borgmeier, 1939
- 萨尔塔芭切叶蚁（英语：Atta saltensis） Atta saltensis Forel, 1913
- 六刺芭切葉蟻 Atta sexdens (Linnaeus, 1758)
- Atta tardigrada (Buckley, 1867)
- 德州芭切葉蟻 Atta texana (Buckley, 1860)：位於美国南部的德克萨斯州東部和路易斯安那州西部，與及墨西哥東北部。
- Atta vollenweideri Forel, 1893

## 食用价值
芭切叶蚁是墨西哥菜的一種熱門食材，特别是墨西哥南部的州份，例如：恰帕斯州、格雷羅州、伊達爾戈州、普埃布拉州及韋拉克魯斯州。

## 外部連結
- BBC archive video of Atta Leaf-cutter ants
- Bristol Zoo factsheet